# Якшик, Якко
Майкл «Jakko» Якшик (родился как Майкл Ли Кёррен, 8 июня 1958 года) — известный английский аудио-продюсер, музыкант и актёр. Он выпустил несколько сольных альбомов в качестве певца, композитора и мультиинструменталиста. С 2013 года является вокалистом King Crimson . Его работы были подписаны по-разному: «Jakko», «Jakko Jakszyk» и «Jakko M. Jakszyk».
До прихода в King Crimson он возглавлял разные группы более тридцати лет, в том числе 64 Spoons, Dizrhythmia, 21st Century Schizoid Band, Jakszyk Fripp Collins и Rapid Eye Movement. Он был членом Level 42, the Lodge и the Tangent и сотрудничал с Томом Робинсоном, Питером Блегвадом, Дэнни Томпсоном, Гэвином Харрисоном, Уорреном Гарри, Пандитом Динешем и Дейвом Стюартом. Якшик также работал сессионным музыкантом и продюсером саундтреков.

## Биография

### Семья и детство (1958—1974)
Якшик родился в Уиттингтонской больнице в Арчуэй, Лондон, в семье ирландской певицы Пегги Кёррен и неизвестного американского летчика. В 18 месяцев его усыновили двое европейских беженцев, которые переехали в Англию после Второй мировой войны: поляк Норберт Якшик и его жена, француженка, Камилла. Якшик вырос в Кроксли-Грин, Хартфордшир, и будет позже описывать своё детство как несчастное; национальности его приемных родителей привели к проблемной семейной жизни. Он объяснил: «Было много путаницы — английский был вторым языком для них обоих, поэтому, хотя я мог понимать их обоих, но они часто не могли понять друг друга — это приводило к самым разным недоразумениям и ссорам». Якшик часто конфликтовал с Норбертом, хотя в жизни они помирятся позже. В 1977 году он нашёл свою родную мать Пегги, которая поселилась в Арканзасе; в конце концов он и Пегги встретятся в 1984 году. Позже Якшик реконструирует свою сложную семейную историю в большой радиопередаче «Дорога к Баллине».

## Музыкальный стиль
Якшик следовал самым разным музыкальным направлениям. Он постепенно становился популярным — в частности, в его сольной работе — смешивал элементы хорошо продуманных поп-песен с аспектами прогрессивного рока. Являясь известным гитаристом и певцом, он также выступал, играя на различных клавишных, струнных и даже духовых инструментах, относящихся к разным культурам (а может писать ноты для еще большего количества инструментов), уверяет, что его работы разработаны с помощью разнообразных элементов джаза, арт-рока, классики, ирландской, восточно-европейской, индийской и китайской музыки. Его собственные работы также основаны на такой вариации инструментов, хотя он их комментирует: «только в некоторых (из саундтреков) есть отчетливый штамп Якко (чем бы это не было)».

## Личная жизнь
В разводе с моделью Амандой Джайлс, дочерью первого барабанщика King Crimson Майкла Джайлса . У бывших супругов двое детей. В настоящее время Якшик живет в Хартфордшире .